# Jungnerverken

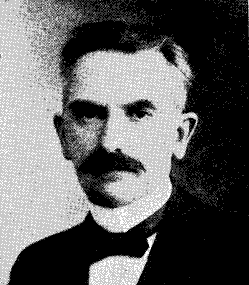
Waldemar Jungner

Jungnerverken var ett fabriksområde i Oskarshamns hamn i  Oskarshamn. År 1916/1917 flyttades hit en del av Svenska Ackumulator AB Jungner, grundat av Waldemar Jungner, från Fliseryd. Gatan i området heter Jungnergatan och ligger ovanför Norra Strandgatan vid kajen. 